# E la nave va
E la nave va (em Portugal intitulado O Navio) é um filme italiano de 1983 dirigido por Federico Fellini. Nele são mostrados os eventos ocorridos a bordo de um navio luxuoso, onde os amigos de uma falecida cantora de ópera se reúnem para o funeral dela.

## Sinopse
Boa parte do filme foi feito como um falso documentário, embora o conceito seja relevado em vários pontos. Na abertura, é mostrada uma cena em julho de 1914, imediatamente antes do lançamento ao mar do navio Gloria N.. Toda a seqüência de abertura é feita em tons de sépia, como se houvesse sido filmado realmente naquela época, e sem nenhum outro som além do ruído do projetor. Gradualmente, a sépia dá lugar ao filme colorido e podemos ouvir o diálogo das personagens. O sr. Orlando é um jornalista italiano; ele encara a câmera e explica que a viagem é um tipo de funeral, com o objetivo de dispersar as cinzas da cantora lírica Edmea Tetua em torno da ilha de Erimo, onde ela nasceu. Explica que Edmea Tetua foi a maior cantora de todos os tempos e que tinha a voz de uma deusa.
Certa manhã, os passageiros descobrem que há um grande grupo de refugiados sérvios no convés do navio. O capitão os havia recolhido na noite anterior. Um dos passageiros é o arquiduque de  Herzog (parte do Império Austro-Húngaro) e seus assistentes consideram os refugiados como uma ameaça à segurança. Eventualmente, um navio de guerra austro-húngaro aparece e exige que os refugiados sejam entregues, presumivelmente para serem feitos prisioneiros ou escravizados.
Na parte final, o filme assume um tom decididamente surrealista. Numa cena invertida, o diretor revela os estupendos bastidores de sua ópera flutuante - gigantescos macacos hidráulicos (construídos pelo vencedor do Óscar- Dante Ferretti) que simula os movimentos da navegação marítima, além de um oceano de plástico, cercados por um exército de técnicos criando a fumaça para o desastre no clímax do filme. Finalmente, uma enigmática figura está atrás da câmera filmando Orlando na última cena: o jornalista está num bote salva-vidas com o rinoceronte, aparentemente feliz. Ele diz, confidencialmente olhando para a câmera: Você sabia que rinocerontes fêmeas produzem um excelente leite? E, em seguida, desaparece em um imenso oceano de plástico.

## Elenco
- Freddie Jones - Orlando, jornalista
- Barbara Jefford - Ildebranda Cuffari, cantora
- Victor Poletti - Aureliano Fuciletto. tenor
- Peter Cellier - Sir Reginald J. Dongby
- Elisa Mainardi - Teresa Valegnani
- Norma West - Lady Violet Dongby
- Paolo Paoloni - Maestro Albertini
- Sarah-Jane Varley - Dorotea
- Fiorenzo Serra - Arquiduque
- Pina Bausch - Princesa Lherimia
- Pasquale Zito - Conde di Bassano
- Linda Polan - Ines Ruffo Saltini
- Philip Locke - Primeiro-Ministro
- Jonathan Cecil - Ricotin
- Maurice Barrier - Ziloev
- Fred Williams - Sabatino Lepori
- Elizabeth Kaza
- Colin Higgins - chefe de polícia
- Vittorio Zarfati - Segundo maestro Rubetti
- Umberto Zuanelli - Primeiro maestro Rubetti
- Claudio Ciocca - Segundo em comando
- Antonio Vezza - Capitão
- Alessandro Partexano - Oficial
- Domenico Pertica - Pastor
- Christian Fremont
- Marielle Duvelle
- Helen Stirling
- Janet Suzman - Edmea Tetua, a cantora falecida vista em filmes
- Ginestra Spinola - Prima de Edmea
- Umberto Barone
- Monica Bertolotti
- Danika La Loggia
- Roberto Caporali - Pai de Dorotea
- Franca Maresa - Mãe de Dorotea
- Savatore Calabrese
- Johna Mancini
- Filippo Degara
- Francesco Scali
- Cecilia Cerocchi
- Pietro Fumelli
- Franco Angrisano
- Ugo Fangareggi

### Dubladores de canto
- Mara Zampieri - Ildebranda Cuffari
- Elizabeth Norberg-Schulz - Ines Ruffo Saltini
- Nucci Condò - Teresa Valegnani
- Giovanni Baviglio - Fuciletto